# Велдон Спринг Хајтс (Мисури)
Велдон Спринг Хајтс (енгл. Weldon Spring Heights) град је у америчкој савезној држави Мисури.

## Демографија
По попису из 2010. године број становника је 91, што је 12 (15,2%) становника више него 2000. године.
| Група             | 2000.      | 2010.      |
| Белци             | 77 (97,5%) | 81 (89,0%) |
| Афроамериканци    | 0 (0,0%)   | 0 (0,0%)   |
| Азијати           | 0 (0,0%)   | 0 (0,0%)   |
| Хиспаноамериканци | 2 (2,5%)   | 9 (9,9%)   |
| Укупно            | 79         | 91         |